# Aspidosperma quebracho-blanco
Espèce
Classification phylogénétique
Le quebracho blanc (Aspidosperma quebracho-blanco) est une espèce d'arbre de la famille des Apocynacées originaire de l'Amérique du Sud.

## Utilisation
Le bois très dur de cet arbre est utilisé pour faire du parquet et du charbon de bois. L'écorce est riche en tannins et on lui prête des propriétés aphrodisiaques.